# Zingiber pleiostachyum
Zingiber pleiostachyum là một loài thực vật có hoa trong họ Gừng. Loài này được Karl Moritz Schumann miêu tả khoa học đầu tiên năm 1904.
Tên gọi trong tiếng Trung là 多穗姜 (đa tuệ khương), nghĩa đen là gừng nhiều cành hoa.

## Mẫu định danh
Mẫu định danh: Henry A. 147; thu thập tháng 5 năm 1894, vùng núi và hẻm núi Bangkinsing (Bangkinseng, Vạn Kim Thánh sơn 萬金聖山?) thôn Vạn Kim (萬金, tọa độ 22°35′41″B 120°36′40″Đ / 22,59472°B 120,61111°Đ), hương Vạn Loan (萬巒), huyện Bình Đông (屏東), đông nam đảo Đài Loan. Các mẫu lưu giữ tại Vườn Thực vật Hoàng gia tại Kew (K) với barcode K000815681 và tại Viện Smithsonian, Washington D.C., Hoa Kỳ (US).

## Từ nguyên
Tính từ định danh pleiostachyum bắt nguồn từ tiếng Hy Lạp πλείων (pleíōn) nghĩa là nhiều hơn và στάχυς (stákhus) nghĩa là cành hoa bông thóc; ở đây để nói tới nhiều cụm hoa mọc từ mỗi thân cây của loài này (spicae perplurimae).

## Phân bố
Loài này là bản địa đảo Đài Loan, cũng như từng ghi nhận tại tỉnh Quý Châu, miền nam Trung Quốc đại lục.

## Phân loại
Schumann (1904) xếp loài này trong tổ Cryptanthium.

## Mô tả
Cây thảo lâu năm thanh mảnh. Thân giả cao tới 50 cm. Lưỡi bẹ 2 thùy, dài ~6 mm, nhẵn nhụi, các thùy nhọn, dạng màng; cuống lá 3–6 mm; phiến lá thuôn dài hoặc thuôn dài-hình mác, 9-15 × 3-4,5 cm, đỉnh nhọn thon không hình đuôi, đáy nhọn hoặc thuôn tròn, nhẵn nhụi, mặt trên màu xanh lục, mặt dưới màu xám tro; các lá phía dưới tiêu giảm, hình trứng, 2 × 1,2 cm. Cụm hoa nhiều, mọc từ thân rễ, mỗi cụm 4-6 hoa; cuống cụm hoa ngoằn ngoèo, dài 4–7 cm, nhẵn nhụi, với 5-6 bẹ thuôn dài-hình mác, tù hoặc nhọn, 0,5-2,2 cm, dạng màng che phủ; lá bắc thẳng-hình mác, nhọn thon, ~3 cm, nhẵn nhụi; lá bắc con dài 2,5 cm, hình mác hẹp, xoắn lại, nhẵn nhụi. Hoa màu đỏ. Cuống hoa dài 6–7 mm, gần như có lông lụa. Đài hoa dài ~1,8 cm, dạng mo, chẻ một bên. Ống tràng hoa dài ~3,8 cm, rất thanh mảnh; các thùy dài ~2 cm; thùy tràng lưng khoảng 2 lần rộng hơn các thùy tràng bên. Cánh môi gần hình thoi, dài ~2,4 cm; các thùy bên dài ~6 mm, đỉnh nhọn. Bao phấn hình mác, dài ~1,1 cm; phần phụ liên kết dài ~1,1 cm. Bầu nhụy hình cầu, có lông nhung-lông lụa.